# Mehmet Gürs
Mehmet Gürs (13 de desembre de 1969) és un cuiner (xef) propietari del restaurant Mikla a Istanbul. Nascut a Finlàndia, i criat a Estocolm, el seu pare és un arquitecte turc i la seva mare és finlandesa; va anar a la Mar Negra en vacances de l'estiu on hi viuen els seus avis turcs. Gürs té la nacionalitat turca i finlandesa. Generalment fa plats de la cuina turca modernitzats. El seu restaurant va arribar al lloc 56 en la llista The World's 50 Best Restaurants. També és l'escriptor d'un llibre de cuina anomenat Downtown Cook Book (LLibre de cuina del centre-ciutat) en anglés i turc.